# Libanonban történt légi közlekedési balesetek listája
A Libanonban történt légi közlekedési balesetek listája mind a halálos áldozattal járó, mind pedig a kisebb balesetek, meghibásodások miatt történt, gyakran csak az adott légiforgalmi járművet érintő baleseteket is tartalmazza évenkénti bontásban.

## Libanonban történt légi közlekedési balesetek

### 1975
- 1975. szeptember 30. 2:33 (helyi idő szerint), Földközi-tenger, Bejrút közelében. A Malév légitársaság 240-es számú járata (lajstromjele: ), egy Tupoljev TU–154 B2 típusú utasszállító repülőgépén bomba robban, 10 kilométerre a libanoni partoktól. A gépen utazó 50 utas és 10 fő személyzet közül mindenki életét vesztette.[1]

### 2010
- 2010. január 25. 02:30 után percekkel (helyi idő szerint), Bejrút mellett, Naameh falutól 3,5 km-re nyugatra, Földközi-tenger. Lezuhant az Ethiopian Airlines légitársaság Boeing 737-800-as típusú utasszállító repülőgépe. A gépen 83 utas és 7 fő személyzet volt. 54 libanoni, 22 etióp, 1 iraki, 1 francia, 1 szír, 1 Oroszországban élő, 1 Kanadában élő és 2 Nagy-Britanniában élő libanoni állampolgár volt a gépen. Mindannyian életüket vesztették.[2]